# 아서 매카서 주니어

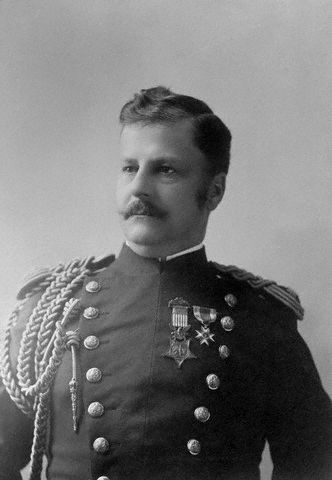
아서 매카서 주니어

아서 매카서 주니어(Arthur MacArthur Jr., 1845~1912)는 제1차 세계대전,  제2차 세계대전과 6.25 전쟁에서 아주 큰 공을 세웠던 더글러스 맥아더의 아버지이자 미국의 육군 군인이다. 육군 장성으로서 필리핀 군정 총독이기도 했다. 최종 계급은 중장(계급장: )이다.

## 출생
그는 1845년 6월 2일에 매사추세츠 치코피 폭포에서 태어났다. 그의 아버지는 스코틀랜드 태생의 네 번째 위스콘신주지사 아서 매카서 시니어이고 어머니는 매리 핑크니 하디 맥아더이다.

## 군 경력

### 남북전쟁
남북전쟁이 시작되면 제24 위스콘신 의용 보병 연대에 참여했다. 치카마우가 전투, 스톤즈 강 전투, 제3차 채터누가 전투, 애틀랜타 방면 작전, 제2차 프랭클린 전투에 참여한 공적으로 불과 19세에 명예 대령의 지위를 부여 받아 ‘소년 대령’(The Boy Colonel)이라는 호칭으로 유명해졌다. 이러한 공적으로 1890년에 명예 훈장을 수여받았다. 제3차 채터누가 전투에서의 그의 활약을 부른 ‘온 윈스콘신’(On, Wisconsin!)이라는 노래는 위스콘신주 주가가 되었고, 위스콘신 대학교 매디슨의 교가이기도 하다.
그는 1865년 6월에 육군 퇴역하면서 법률 학교에 다니기 시작했지만 곧 그만두고 말았다. 1866년 2월 23일에 제 17 사단에 미국 육군 소위로 복귀했다. 복귀한 다음 날에는 중위로, 9월에는 대위로 승진하였지만, 그대로 20년간 대위로 머물렀다.

### 미국-인디언 전쟁
1885년 미국-인디언 전쟁에서 아파치 족 작전에 참가하여 원주민을 섬멸시켜 1897년에 중령으로 승진 했다.

### 미국-스페인 전쟁
미국-스페인 전쟁이 발발하자 그는 조지아에서 제3군단의 부장으로 복무했다. 1898년 6월, 그는 의용군의 준장으로 승진했다.

### 미국-필리핀 전쟁
그는 미국-필리핀 전쟁 당시 마닐라 전투(1899)에서 제8군단의 2사단을 이끌었다 . 1900년 1월, 그는 정규군의 준장으로 임명되었다. 미국-필리핀 전쟁 이후 필리핀 주둔 미군 사령관이 되어 실질적인 필리핀 식민지 총독이 된다.

### 러일 전쟁
주일 미국 대사관 포함 주재 무관으로서 러일 전쟁을 참관한다. 이때 아들인 더글러스 맥아더(Douglas MacArthur, 1880–1964)를 부관으로 데리고 있었다.

## 일생
그는 1875년 5월 19일에 Thomas A. Hardy of Norfolk, Virginia의 딸인 매리 핑크니 하디 맥아더와 결혼했다. 그는 세 자녀를 두었는데, 첫째는 아서 매카서 3세(Arthur MacArthur III, 1876-1923), 제1차 세계 대전에서 해군 십자훈장을 받은 미 해군 대위이다. 둘째는 맬컴 매카서(Malcolm MacArthur, 1878-1883), 젊은 나이에 홍역으로 사망했다. 셋째는 더글러스 맥아더(Douglas MacArthur, 1880–1964)이다. 1912년 9월 5일 밀워키에서 24번째 위스콘신 참전용사들의 상봉 연설을 하던 중 그는 갑작스럽고 치명적인 발작(뇌졸중)을 일으켰다. 그는 "전쟁에서 가장 주목할만한 정찰 원정 중 하나"에 대해 이야기하다가 몸이 아프다고 말한 후 연설을 중단했다. 그는 곧 주저앉아 쓰러졌고, 잠시 후 사망했다.

## 정규군 진급 연도
| 계급 | 시기            |
| ---- | --------------- |
| 소위 | 1866년 2월 23일 |
| 중위 | 1866년 2월 24일 |
| 대위 | 1866년 7월 28일 |
| 소령 | 1889년 7월 21일 |
| 중령 | 1896년 5월 26일 |
| 대령 | -               |
| 준장 | 1900년 1월 2일  |
| 소장 | 1901년 2월 5일  |
| 중장 | 1906년 9월 15일 |

## 받은 군 훈장
- Medal of Honor

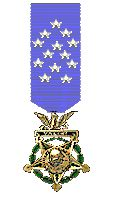
Medal of Honor(명예 훈장)

- Civil War Campaign Medal
- Indian Campaign Medal
- Spanish Campaign Medal
- Philippine Campaign Medal